# PLLuM
PLLuM (ang. Polish Large Language Model) – rodzina otwartych dużych modeli językowych, zaprojektowanych specjalnie do przetwarzania i generowania tekstów w języku polskim. Rozwijana przez polskich ekspertów z dziedziny informatyki, lingwistyki oraz administracji publicznej w ramach projektu z udziałem Politechniki Wrocławskiej (lider konsorcjum), Instytutu Podstaw Informatyki PAN, Instytutu Slawistyki PAN, NASK, Ośrodka Przetwarzania Informacji oraz Uniwersytetu Łódzkiego. Projekt ma na celu wsparcie cyfryzacji usług publicznych, innowacji w biznesie oraz rozwoju kompetencji cyfrowych społeczeństwa. Model, zaprezentowany przez Ministerstwo Cyfryzacji, jest dostępny dla wszystkich od 24 lutego 2025.
PLLuM jest oparty na modelach fundamentalnych Llama i Mistral i został wytrenowany na bazie około 150 miliardów tokenów wysokiej jakości tekstu w języku polskim. Dane zostały wyselekcjonowane i oczyszczone z uwzględnieniem poprawności językowej i różnorodności tematycznej. Zakres możliwości modelu obejmuje od 8 do 70 miliardów parametrów, co – według zapewnień resortu cyfryzacji – pozwala na dokładne tworzenie treści w języku polskim. Rodzina modeli PLLuM korzysta m.in. z mieszanki ekspertów oraz techniki RAG.
Na początku 2025 na projekt PLLuM przeznaczono 14,5 mln zł.
W 2025 udostępniono darmowy czat oparty na PLLuM 8x7b, który posiada filtr moderacyjny z myślą o ograniczeniu toksyczności rozmów i tworzenia niebezpiecznych instrukcji. Jeden z modeli PLLuM został wykorzystany w czacie pomagającym w załatwianiu spraw urzędowych w aplikacji mobilnej mObywatel. Asystent mObywatel ma być dostępny pod koniec 2025.